# Problémissky
Problémissky (anglicky Misbehaviour) je britský film z roku 2020. Odehrává se ve 20. století. Režíroval jej Philippa Lowthorpe. Ve Spojeném království měl premiéru 13. března 2020.

## Obsazení
| Keira Knightleyová | Sally Alexander      |
| Gugu Mbatha-Raw    | Jennifer Hosten      |
| Jessie Buckley     | Jo Robinson          |
| Lesley Manville    | Dolores Hope         |
| Greg Kinnear       | Bob Hope             |
| Keeley Hawes       | Julia Morley         |
| Rhys Ifans         | Eric Morley          |
| Phyllis Logan      | Evelyn Alexander     |
| John Sackville     | Robin Day            |
| Suki Waterhouse    | Sandra Wolsfeld      |
| Clara Rosager      | Marjorie Johansson   |
| Loreece Harrison   | Pearl Jansen         |
| Emma Corrin        | Jillian Jessup       |
| Collet Collins     | Jennifer Wong        |
| Emily Tebbut       | Yvonne Ormes         |
| Misato Omori       | Hisayo Nakamura      |
| Monica Sarup       | Heather Faville      |
| Delly Allen        | Georgina Rizk        |
| Taina Haines       | Sônia Guerra         |
| Lily Newmark       | Jane                 |
| Emma D'Arcy        | Hazel                |
| Ruby Bentall       | Sarah                |
| Alexa Davies       | Sue                  |
| John Heffernan     | Gareth Stedman Jones |
| Maya Kelly         | Abigail Thaw         |
| Eileen O’Higgins   | Joan Billings        |
| Miles Jupp         | Clive                |
| Charlotte Spencer  | Charlotte Spencer    |
| Charlie Anson      | Michael Aspel        |
| Jo Herbert         | Sheila Rowbotham     |